# Non-dualismo
La filosofia occidentale spesso assimila erroneamente il non-dualismo al monismo. Nella tradizione filosofica e religiosa asiatiche, invece, i due concetti sono diversi e separati.
Il non-dualismo ritiene che i diversi fenomeni siano illusoriamente sovrapposti ad un'unica realtà auto-esistente.
Il monismo, d'altro canto, afferma che i fenomeni fanno parte unica con la sostanza e quindi siano da essa inscindibili.
- L'Advaita Vedanta è una Dottrina Non-duale, ed afferma che solo l'infinito Brahman esiste in quanto realtà. Afferma che questa realtà ultima - Brahman - è il Sé reale - Ātman - di tutte le cose.